# Claude Paradin
Claude Paradin (Cuiseaux, 1512 – Beaujeu, 1573) è stato uno scrittore e storico francese, noto autore di libri di emblemi.

## Biografia

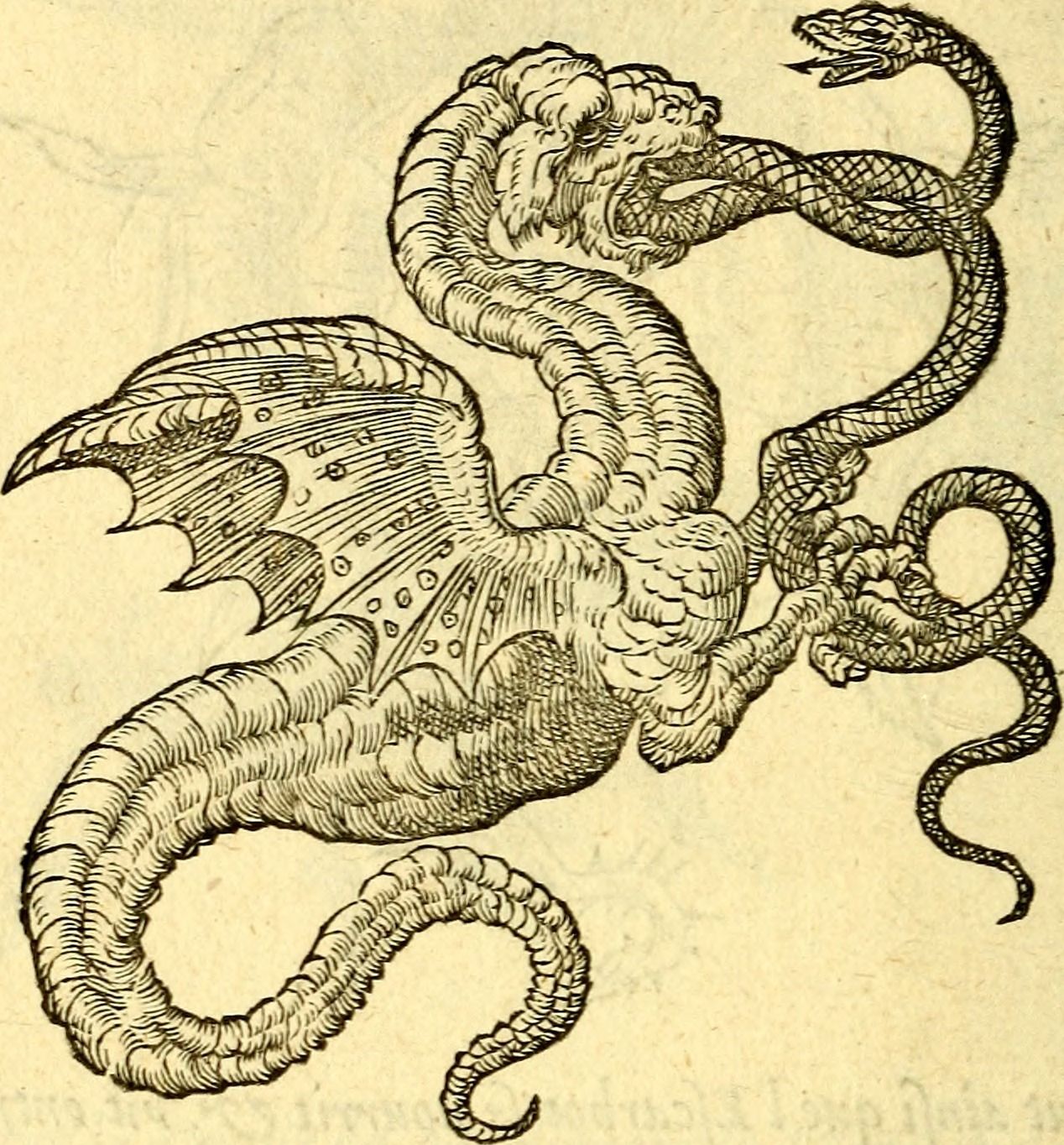
Idea heroïqves (1557). Questa illustrazione a pagina 216 reca il motto latino "Vunius compendium, alterius stipendium" (L'uno guadagna, l'altro perde).

Fu canonico della Collegiata di Beaujeu, tra Mâcon e Lione. Nel 1551 scrisse il Devises Heroïques, pubblicato a Lione da Jean de Tournes, un'influente raccolta di 118 emblemi.
L'edizione del 1551 fu seguita nel 1557 da un'edizione ampliata. Altre pubblicazioni di Paradin includevano Quadrins Historiques de la Bible (1553) e Alliances Genealogiques des Rois et Princes de Gaulle (1561), dedicate a Caterina de' Medici.